# Idactus browni
Idactus browni är en skalbaggsart som beskrevs av Stefan von Breuning 1981. Idactus browni ingår i släktet Idactus och familjen långhorningar. Inga underarter finns listade i Catalogue of Life.